# Дітмар Гайліх
Дітмар Гайліх (нім. Dietmar Geilich; 16 червня 1954) — німецький боксер, призер чемпіонатів світу та Європи серед аматорів.

## Аматорська кар'єра
На чемпіонаті Європи 1975 програв у першому бою Ремусу Косма (Румунія).
На Олімпійських іграх 1976 програв у першому бою Армандо Гевара (Венесуела).
На чемпіонаті Європи 1977 програв у першому бою.
На чемпіонаті Європи 1979 завоював срібну медаль.
- В 1/8 фіналу переміг Антті Юнтумаа (Фінляндія) — 5-0
- У чвертьфіналі переміг Генрика Пієлесяка (Польща) — 4-1
- У півфіналі переміг Георгія Георгієва (Болгарія) — 3-2
- У фіналі програв Шамілю Сабірову (СРСР) — 1-4

На Олімпійських іграх 1980 переміг Бірендера Сінґх Тапа (Індія) і Педро Ньєвеса (Венесуела) та програв у чвертьфіналі Шамілю Сабірову (СРСР) — 1-4.
На чемпіонаті Європи 1981 завоював срібну медаль.
- У чвертьфіналі переміг Педро Гуерра (Португалія) — RSC 1
- У півфіналі переміг Джерарда Гокінса (Ірландія) — 5-0
- У фіналі програв Івайло Марінову (Болгарія) — 0-5

На чемпіонаті світу 1982 завоював бронзову медаль.
- В 1/8 фіналу переміг Андраша Роза (Угорщина) — 5-0
- У чвертьфіналі переміг Масьохі Сегава (Японія) — 4-1
- У півфіналі програв Го Чон Кван (Північна Корея) — 1-4

Через бойкот Олімпійських ігор 1984 представниками з соціалістичних країн пропустив Олімпіаду і завоював бронзову медаль на альтернативних змаганнях Дружба-84.